# Route nationale 180
Pour les articles homonymes, voir N180 et Route 180.
La route nationale 180, ou RN 180, était une route nationale française reliant La Maison-Brûlée à Honfleur.
À la suite de la réforme de 1972, elle a été déclassée en RD 580 dans le Calvados et en RD 180 dans l'Eure à l'ouest de Saint-Maclou alors que la section de La Maison-Brûlée à Saint-Maclou était renumérotée RN 175 (déclassée en RD 675 en 2006).

## Ancien tracé de La Maison-Brûlée à Honfleur

### Ancien tracé de La Maison-Brûlée à Pont-Audemer (RD 675)
- La Maison-Brûlée, communes de Moulineaux et de La Londe N 175 (km 0)
- La Chouque, commune de Caumont (km 3)
- Saint-Ouen-de-Thouberville (km 4)
- Bosgouet (km 7)
- Bourg-Achard (km 9)
- Rougemontiers (km 16)
- Éturqueraye (km 18)
- L'Écu, commune de Brestot (km 19)
- Médine, commune de Cauverville-en-Roumois (km 22)
- Corneville-sur-Risle (km 26)
- Les Baquets, commune de Manneville-sur-Risle (km 30)
- Pont-Audemer N 175 (km 34)

### Ancien tracé de Pont-Audemer à Honfleur (RD 675 + RD 180 + RD 580)
- Pont-Audemer N 175 (km 34)
- Saint-Germain-Village (km 35)
- Toutainville N 175 (km 38)
- Saint-Maclou D 180 (km 42)
- Maison-Mauger, commune de Beuzeville (km 45)
- La Terrerie, commune de Fatouville-Grestain D 180 (km 48)
- Fiquefleur D 580 (km 50)
- La Rivière-Saint-Sauveur (km 54)
- Honfleur D 580 (km 57)